# USA Today

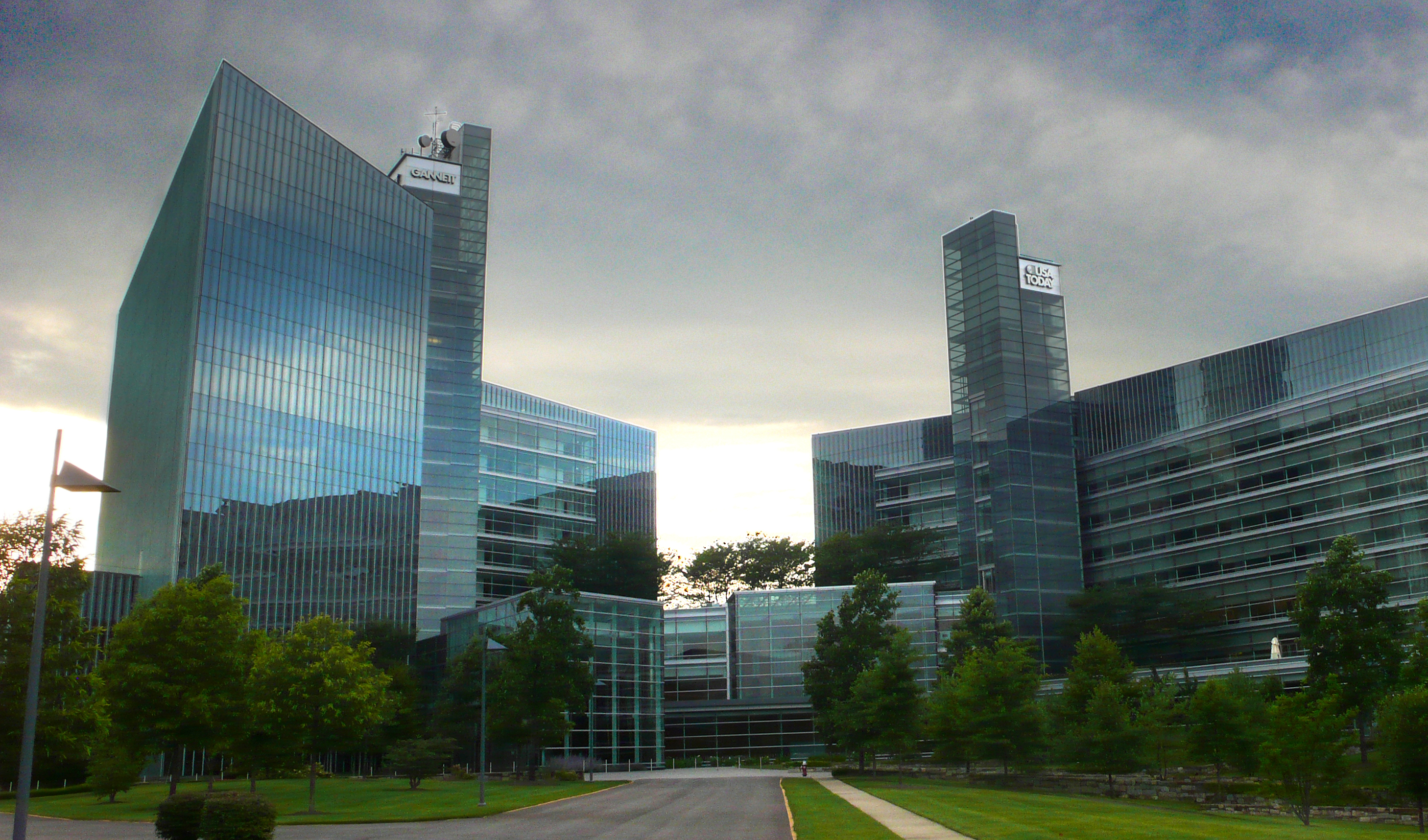
Trụ sở USA Today tại Tysons Corner, Virginia

USA Today (tiếng Anh của "Hoa Kỳ Hôm nay") là một tờ báo được xuất bản bởi Gannett Corporation và được phân phối khắp Hoa Kỳ. Nó được thành lập bởi Allen "Al" Neuharth. Tờ báo này có tổng số phát hành lớn nhất của các báo Mỹ (trung bình có 2,25 triệu bản sao mỗi ngày thường) và lớn thứ hai của các báo broadsheet tiếng Anh toàn thế giới, đứng sau Thời báo Ấn Độ. Tuy nhiên, số phát hành của nó còn tranh cãi, vì USA Today đã ký nhiều hợp đồng để phân phối trong khách sạn, nhiều khi những khách không biết họ đã trả tiền cho báo này. USA Today được phân phối ở mỗi tiểu bang Hoa Kỳ.
Được trình bày nhiều màu sắc và rõ ràng, có nhiều biểu đồ, đồ thị, và hình ảnh lớn, USA Today được thành lập năm 1982 có mục đích làm khác với các tờ báo màu xám và dài dòng của thời đó, như là The Wall Street Journal và The New York Times. Tờ USA Today cũng nổi tiếng về các cuộc thăm dò dư luận khắp nước.
Mới đầu tờ báo này cũng cố gắng làm khác biệt về kiểu phân phối. Tờ báo này vẫn được phân phối dùng các máy tự động bán báo có góc cong mà làm người ta nghĩ đến bộ tivi hơn một hộp đựng báo. USA Today cũng muốn bám vào những người hay đi du lịch vì việc, cho nên nó được phân phối rất nhiều ở phi trường và khách sạn và trên máy bay. Nó cũng là một trong những tờ báo đầu tiên sử dụng vệ tinh nhân tạo để gửi phiên bản cuối cùng đến nhiều nơi khắp nước để in ra và phân phối ở các miền thị trường. Sáng kiến sử dụng vệ tinh nhân tạo và trung tâm in ở các miền để tờ báo này hoãn lại giới hạn và bao gồm tin tức và kết quả thể thao đúng thời nhất trong các số.
Vào năm 2001, tờ báo này di chuyển tới tòa soạn 120.000 mét vuông (30 mẫu Anh) mới tại McLean (một ngoại ô Washington, D.C. thuộc Quận Fairfax, Virginia). Tòa soạn đầu tiên không xa: các "tòa nhà bạc" cũ của USA Today và Gannett, Inc. mà có mặt trên đường chân trời của Washington nằm tại khu Rosslyn, Quận Arlington, Virginia.
Ngày 7 tháng 9 năm 2004, giá của USA Today ở quán bán báo lên từ 50 xu (giá của tờ báo này từ năm 1985) tới 75 xu.